# Клостер-Фесра
Клостер-Фесра (нем. Kloster Veßra) — община в Германии, в земле Тюрингия.
Входит в состав района Хильдбургхаузен. Подчиняется управлению Фельдштайн. Население составляет 338 человек (на 31 декабря 2010 года). Занимает площадь 19,75 км².

## Население
| Год  | Численность | Численность |
| ---- | ----------- | ----------- |
| 2017 | 293         | [ 1 ]       |
| 2019 | 304         | [ 4 ]       |
| 2021 | 280         | [ 5 ]       |
| 2022 | 276         | [ 6 ]       |
| 2023 | 265         | [ 2 ]       |